# کد خطا
در رایانش، کد خطا (یا کد بازگشت) عدد یا رشته‌ای است که نوع خطا و در صورت امکان، دلیل وقوع آن را مشخص می‌کند.کدهای خطا می‌توانند به کاربران نهایی نرم‌افزار نمایش داده شوند، توسط پروتکل‌های ارتباطی بازگردانده شوند یا درون برنامه‌ها به عنوان روشی برای نمایش شرایط نامعمول به کار روند.

## در محصولات مصرفی

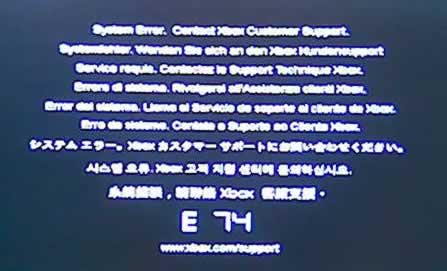
کد خطای E74 در ایکس‌باکس ۳۶۰؛ پیام «System Error. Contact Xbox Customer Support.» (خطای سیستمی. با پشتیبانی ایکس‌باکس تماس بگیرید) به چندین زبان نمایش داده شده‌است. خطای E74 نوعی خرابی سخت‌افزاری است.

کدهای خطا در نمایشگرهای محصولات الکترونیکی مصرفی به وفور مشاهده می‌شوند تا وجود یا نوع خطا را به کاربر اطلاع دهند یا مشخص کنند. این کدها، در صورتی‌که دستگاه فاقد نمایشگر باشد، می‌توانند به صورت چراغ‌های هشدار یا صداهای بوق نمایش داده شوند.  
چنین کدهایی معمولاً زمانی ظاهر می‌شوند که کاربر قصد انجام عملی را دارد که دستگاه قادر به آن نیست (برای مثال: تقسیم بر صفر در ماشین‌حساب)، یا زمانی که برنامهٔ درون دستگاه با یک وضعیت غیرعادی مواجه می‌شود.

کدهای خطایی که توسط الکترونیک مصرفی گزارش می‌شوند، برای کمک به تشخیص و رفع مشکلات فنی مورد استفاده قرار می‌گیرند. این کدها می‌توانند به کارکنان پشتیبانی مربوطه منتقل شوند تا راهکارهای احتمالی را شناسایی کنند یا پژوهش درباره علت خطا را ساده‌تر نمایند.
هیچ قالب مشخص و استانداردی برای کدهای خطا وجود ندارد؛ به این معنا که قالب و شیوه نمایش کدهای خطا معمولاً میان محصولات یا شرکت‌های مختلف متفاوت است.

## در برنامه‌نویسی رایانه‌ای
کدهای خطا در رایانه‌ها می‌توانند به خود سیستم منتقل شوند تا نحوهٔ پاسخ به خطا تعیین گردد. کدهای خطا اغلب هم‌معنی با exit code کد خروج یا مقدار بازگشتی هستند. سیستم همچنین ممکن است تصمیم بگیرد که کد خطا را به کاربر منتقل کند. صفحه آبی مرگ نمونه‌ای از این است که چگونه مایکروسافت ویندوز کدهای خطا را به کاربر اطلاع می‌دهد.
کدهای خطا می‌توانند درون یک برنامه رایانه‌ای برای نمایش یک وضعیت غیرعادی استفاده شوند. یک برنامه بسته به مقدار کد خطا، می‌تواند اقدامات متفاوتی انجام دهد.
زبان‌های برنامه‌نویسی، سیستم‌عامل‌ها و محیط‌های برنامه‌نویسی مختلف معمولاً قراردادها و استانداردهای خاص خود را برای معانی و مقادیر کدهای خطا دارند. نمونه‌هایی عبارت‌اند از:
- سیستم‌های شبه‌یونیکس یک پروندهٔ سرآیند به نامerrno.h دارند که معانی و مقادیر کدهای خطایی را که توسط فراخوان‌های سیستمی و توابع کتابخانه‌ای بازگردانده می‌شوند، دربر می‌گیرد.[۳][۴][۵]
- رابط‌های برنامه‌نویسی کاربردی (API) در مایکروسافت ویندوز چندین استاندارد متفاوت برای مقادیر کد خطا دارند که این استانداردها بسته به API مورد استفاده، متفاوت هستند.[۶]

استفاده از کدهای خطا به‌عنوان راهبرد مدیریت خطا، اغلب در مقابل استفاده از استثناها برای مدیریت خطا قرار می‌گیرد.

## در پروتکل‌های ارتباطی
پروتکل‌های ارتباطی معمولاً مجموعهٔ استانداردی از کدهای خطا را تعریف می‌کنند تا وضعیت یا نتیجهٔ یک عملیات را میان موجودیت‌های سامانه اطلاع دهند.
چندین پروتکل سطح‌بالا در پشتهٔ TCP/IP، مانند HTTP، FTP و SMTP، هریک مجموعه کدهای خطای استاندارد خود را دارند:
- فهرست کدهای وضعیت HTTP
- فهرست کدهای بازگشتی سرور FTP
- پروتکل انتقال ایمیل ساده § مرور کلی پروتکل

## در خودروها
کدهای خطا در خودروها، که گاه با عنوان کدهای اشکال‌یابی نیز شناخته می‌شوند، به راننده یا مکانیک اعلام می‌کنند چه مشکلی در خودرو وجود دارد پیش از آنکه تعمیرات آغاز شود.
در وسیله نقلیه هایی که دارای گذرگاه CAN هستند، کدهای خطا اغلب به صورت کدهای پنج رقمی هستند که خطای مشخصی را در خودرو تعیین می‌کنند. مالکان خودرو می‌توانند با استفاده از اسکنر عیب‌یابی داخلی (OBD) یا دفترچه راهنمای مالک، معنای این کدها را شناسایی کنند. کدهای پنج رقمی عیب‌یابی معمولاً از یک حرف و چهار عدد تشکیل می‌شوند (برای مثال: P0123).